# Кулеша (дворянский род)
Куле́ша (пол. Kulesza) — польский дворянский род герба Слеповрон, восходящий ко второй половине XVI века.
Ян-Алоизий Кулеша (пол. Jan Alojzy Kulesza), иезуит, издал в 1704 памфлет против православия «Вера Православная» (Wiara Prawoslawna).
Две ветви этого рода в начале XVIII века поселилась на Украине, где её члены писались также Кулиш и Кулеш. Род Кулеша был внесён в VI и I части родословных книг Витебской, Волынской, Гродненской, Ковенской, Минской и Подольской губерний.